# Crisi dels refugiats a l'illa de Jeju
La crisi de refugiats a l'illa de Jeju (en coreà: 제주 난민 사태) són almenys 552 iemenites que van viatjar a Corea del Sud com a turistes escapant de la guerra civil del seu país. Un cop van aterrar a l'illa de Jeju van sol·licitar asil humanitari. Tot i que aquests fets, que van passar al llarg de 2016 a 2018, van provocar controvèrsia entre habitants de tot el país sud-coreà, els refugiats hi van romandre en virtut de la determinació de l'estatus de refugiat.

## Antecedents
El nombre de refugiats que fugen de la guerra civil al Iemen i busquen refugi a l'illa de Jeju a través del seu programa d'exempció de visat va augmentar ràpidament l'any 2018. Cap iemenita va sol·licitar l'estatus de refugiat en Jeju en el primer any de la guerra, només set ho van fer en 2016, i només 42 ho van fer en 2017, però en 2018, el nombre de sol·licituds va augmentar a prop de 500. Fins a maig de 2018, 942 estrangers van sol·licitar l'estatus de refugiat en Jeju i 515 són iemenites, segons l'Oficina d'Immigració de Jeju. La preocupació per la seguretat va augmentar dins de l'illa en resposta al repunt, amb nombroses acusacions de iemenites que cometen delictes que se sumen a la recepció hostil dels sol·licitants d'asil. Com a reflex del sentiment públic negatiu, es va publicar una petició en el lloc web de la Casa Blava sol·licitant l'expulsió dels refugiats iemenites.

### El programa d'exempció de visat de Jeju
Molts dels refugiats iemenites van fugir primer a Malàisia, perquè aquest país permet una estada de tres mesos sense visat. Dels pocs països que no exigeixen visat als iemenites, Malàisia va ser el destí inicial preferit, sobretot per les similituds culturals derivades de compartir una tradició religiosa islàmica comuna. No obstant això, Malàisia no és signatària de la Convenció de 28 de juliol de 1951 relativa a l'estatut dels refugiats, per la qual cosa evita l'obligació legal de protegir els drets dels desplaçats. Com Malàisia va prohibir als iemenites quedar-se més temps, es van traslladar a l'illa de Jeju a través del programa d'exempció de visat de la regió. El programa d'exempció de visat de Jeju es va introduir l'1 de maig de 2002 com a part de la Llei Especial sobre el Desenvolupament de la Ciutat Cosmopolita Internacional de Jeju (en coreà: 제주특별자치도 설치 및 국제자유도시 조성을 위한 특별법) amb la finalitat de fomentar l'arribada de més turistes a l'illa.

### Disposicions especials d'entrada a l'illa de Jeju
El règim d'entrada especial en Jeju està previst per als nacionals de tots els països als quals no se'ls permet l'entrada sense visat a Corea. La durada és de fins a 30 dies, i les condicions es limiten només als que arriben directament a l'illa de Jeju en vols o vaixells. En aquest cas, la zona o rang permès per a l'Entrada Especial es limita únicament a l'illa de Jeju. El desembre de 2017, l'aerolínia econòmica AirAsia va iniciar un vol directe des de Malàisia a Jeju, la qual cosa molts assenyalen com un factor que contribueix a l'augment de sol·licitants d'asil.

## Acció
L'1 de juny de 2018, el Servei d'Immigració de Corea va excloure al Iemen de la seva llista de països amb exempció de visat i va imposar restriccions als refugiats iemenites a l'illa de Jeju que els impedirien sortir cap a altres parts de Corea del Sud. El govern de l'illa de Jeju va ajudar els refugiats iemenites a trobar ocupació en sectors que sofrien escassetat de mà d'obra. El Servei d'Immigració de Corea va prestar assistència humanitària i va gestionar als sol·licitants de refugi al mateix temps que impedia la immigració addicional de iemenites. L'Oficina Provincial de Jeju va dir que faria tot el possible per a protegir els ciutadans de Jeju mentre proporcionava ajuda humanitària als refugiats del Iemen.
Més de 540.000 sud-coreans van signar una petició dirigida a la Casa Blava demanant canvis en la política d'immigració de Corea del Sud.
El 12 de juliol de 2018, centenars de sud-coreans van protestar contra la presència de refugiats iemenites a l'illa de Jeju.
El 2 d'agost de 2018, el diputat Cho Kyoung-Tae va donar una conferència per a discutir la possibilitat de derogar la llei de refugiats. Cho va afirmar que la política de no entrada de cap estranger a l'illa de Jeju hauria de ser abolida.
El diputat Lee Un-ju va denunciar als refugiats a l'illa de Jeju com a "farsants que busquen treball i diners" i s'hi va oposar.
El febrer de 2019, el primer restaurant iemenita a l'illa de Jeju, anomenat "Wardah", que significa "flor" en àrab, va ser obert per un sud-coreà i una refugiada iemenita que després es van casar.